# Coléoptile

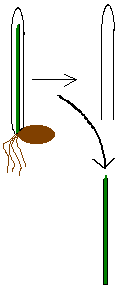
Schéma du coléoptile du blé (en haut) et des pré-feuilles (en bas)

Le coléoptile (du grec coleos, fourreau, et ptilon plume) est un organe transitoire lors de la germination formant une gaine protectrice pointue autour des pousses émergentes chez les monocotylédones telles que les graminées. Les coléoptiles ont deux faisceaux vasculaires, un de chaque côté. Contrairement aux premières feuilles enroulées à l'intérieur, le coléoptile pré-émergeant n'accumule pas de quantité significative de protochlorophylle ou de caroténoïdes, et est donc généralement très pâle. Certains coléoptiles, toutefois, accumulent des pigments pourpres d'anthocyane.
Le coléoptile est formé de cellules très semblables entre elles, toutes spécialisées dans une rapide croissance linéaire. Elles ne se divisent pas et croissent seulement par élongation, augmentant de taille en accumulant davantage d'eau. Le coléoptile a également plusieurs (souvent deux) vaisseaux le long de son axe qui assurent l'alimentation en eau.
Quand le coléoptile atteint la surface du sol, il cesse de croître et les pré-feuilles percent son apex, poursuivant leur croissance au-delà. Le coléoptile du blé atteint son maximum de développement le troisième jour de la germination (dans l'obscurité).

## Tropismes

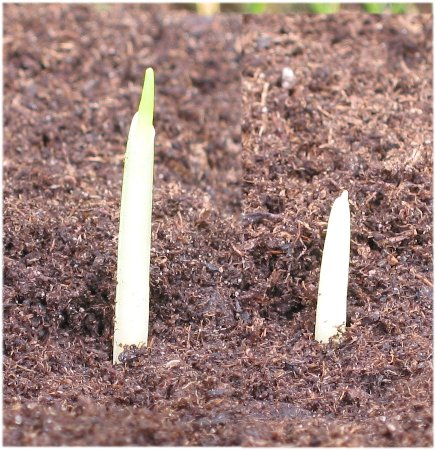
Coléoptile de Maïs. À gauche, les pré-feuilles ont percé l'apex.

Les premières expérimentations sur le phototropisme à l'aide de coléoptiles ont montré que les plantes poussent vers la lumière parce que les cellules végétales située du côté non éclairé s'allongent davantage que celles situées sur le côté éclairé. En 1880, Charles Darwin et son fils, Francis ont découvert que les coléoptiles se courbent vers la lumière seulement lorsque leur apex est exposé à la lumière. C'est donc l'extrémité qui doit contenir le photorécepteur bien que la courbure se produise plus bas sur la pousse. Un messager chimique, une hormone appelée auxine, descend du côté non éclairé de la pousse et stimule la croissance de ce côté-là. L'hormone végétale naturelle responsable du phototropisme est maintenant identifiée comme étant l'acide indole-acétique (AIA).
Les coléoptiles montrent aussi une forte sensibilité au gravitropisme, poussant toujours vers le haut et corrigeant leur direction en cas de réorientation. Cette réaction de gravitropisme est contrôlée par la lumière (plus exactement par la conversion de phytochromes). Le sens de cette régulation (stimulation ou suppression) varie selon les espèces et même selon les variétés.